# Sancti Spíritus
Sancti Spíritus er en kommune og en by i provinsen Sancti Spíritus beliggende i det centrale Cuba. Sancti Spíritus er latinsk og betyder Hellige Ånd. Byen har et indbyggertal på 138.504 (2012) indbyggere.

## Historie
Byen er grundlagt af Diego Velázquez de Cuéllar i 1514.

## Geografi
Kommunen er opdelt i barrios of Banao, Bellamota, Bijabo, Guasimal, Guayos, Hospital, Jíbaro, Manacas, Mapos, Paredes, Paula, Pelayo, Pueblo Nuevo, San Andrés, Tuinicú, Tunas de Zaza og Zaza del Medio.[1]
Zaza Reservoir ligger sydvest for byen.

## Sport
Sancti Spiritus er hjemsted for Sancti Spíritus Gallos baseball hold.